# 琼格拉德-乔纳德州
琼格拉德-乔纳德州（匈牙利語：Csongrád-Csanád megye，[ˈt͡ʃoŋɡraːd ˈt͡ʃɒnaːd]）是匈牙利南部的一個州，與羅馬尼亞、塞爾維亞接壤。面積4,263平方公里，人口406,205（2015年）。首府塞格德。

## 行政结构

### 区份
瓊格拉德-乔纳德州分为7个区：
- 琼格拉德区
- 霍德迈泽瓦沙尔海伊区
- 小泰莱克区
- 毛科区
- 莫劳豪洛姆区
- 塞格德区
- 森特什区

### 市镇
瓊格拉德-乔纳德州有两个州级市、8个城镇、7个大村和43个村庄。
1. ↑  nepesseg.com, population data of Hungarians settlements
2. ↑  Regions and Cities > Regional Statistics > Regional Economy > Regional GDP per Capita, OECD.Stats. Accessed on 16 November 2018.